# Agenzia Fides
Agenzia Fides — інформаційне агентство Ватикану. Засноване 5 червня 1927 року. Перше місіонерське агентство новин Католицької церкви, затверджено Папою Римським Пієм XI. Є частиною Конгрегації євангелізації народів. Поширює інформацію декількома мовами.